# ペーパーレス
ペーパーレス（英: paperless）またはペーパーレス化（ペーパーレスか）は、紙媒体を電子化してデータとして活用・保存すること。広義では、書籍やチケットの電子化、切符のICカード化なども含まれる。提唱者らは「ペーパーレス化」によって、金銭の節約、生産性の向上、スペースの節約、ドキュメンテーションと情報共有の容易化、個人情報のセキュリティ強化、そして環境への貢献が可能だと主張している。「ペーパレス」や「ペーパレス化」とも呼ばれる。

## 定義

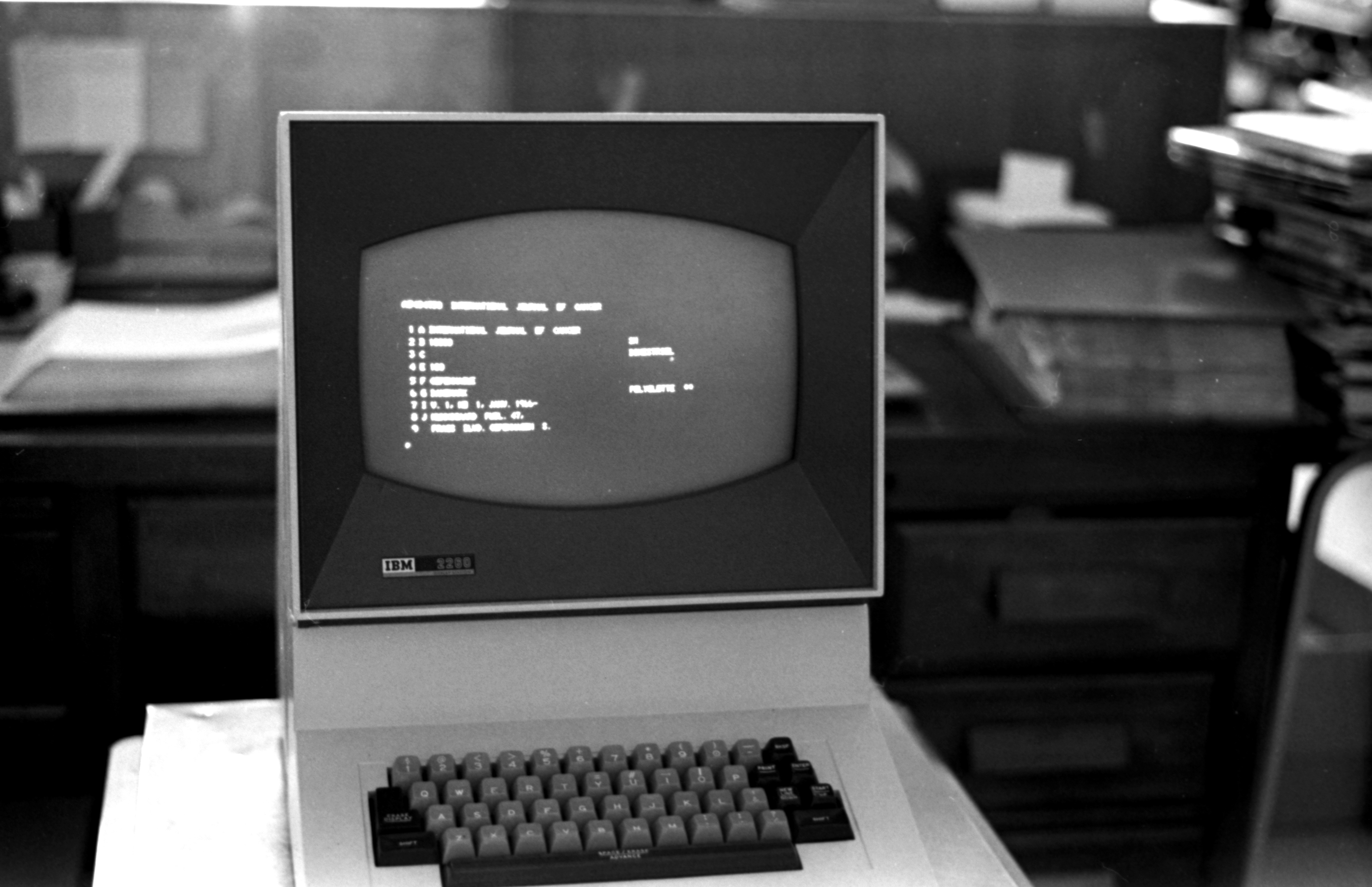
IBM 2260

ペーパーレスな世界は、広報担当者のスローガンであり、未来のオフィスを表現するために使われた。これは1964年のIBM 2260のようなビデオディスプレイ式コンピュータ端末の普及によって促進された。ペーパーレスオフィスに関する初期の予測は1975年の『ブルームバーグ ビジネスウィーク』の記事で行われた。その考えは、オフィスの自動化により記録保持や簿記などの日常業務において紙が冗長になるというもので、パーソナルコンピュータの導入とともに注目されるようになった。各デスクにPCが置かれるという予測は驚くほど的確だったが、「ペーパーレスオフィス」はそうではなかった。

## 日本
日本においては、1970年代、PCが会社で導入・実用化され始めたころ、OA機器会社がペーパーレスを打ち出したが、当時は技術も環境も整っておらず浸透しなかった。
1990年代半ば、PCが普及し、社内ネットワークの導入が始まる。コストやエコの観点からオフィスにおける紙の大量消費が問題視され、再生紙の利用などとともにペーパーレス化の必要性が叫ばれるようになった。しかし、当時はスキャナやストレージも高額だったことやネットワークが未成熟だったこと、さらに制度の問題もあり、やはり広く普及しなかった。
こうしたなかで、政府はペーパーレス化の推進のため、1998年に電子帳簿保存法を、2004年と2005年にe-文書法を制定。法律で保管が義務づけられている文書について、紙文書だけでなく電子化された文書ファイルでの保存が認められるようになった。また、2019年と2022年には衆議院規則などを改正し、紙の印刷物を議員に配る根拠となっていた規定を改めた。質問主意書とその答弁書、議事録、官報の紙での配布を取りやめることにより、あわせて年間約1億4300万円の経費削減が見込まれている。
教育においては、文部科学省のGIGAスクール構想により、デジタル教科書や児童生徒1人1台コンピュータなどが推進されている。
こうした取り組みもあって、1990年に年間約924万トン、2005年に約1199万トンあった「印刷・情報用紙」の内需量は、2022年には約611万トンに減少した。
このほかにも、デジタルトランスフォーメーション（DX）やコロナ禍におけるテレワーク推進を受け、脱ハンコのための法律の制定、デジタル庁の発足など、ペーパーレス化や電子化の動きが強まっている。

## 海外

### 米国
1983年、Micronet, Inc.は「The Paperless Office」というフレーズの商標登録を試みたが、1984年にこの申請を放棄した。
米国では、1999年と2000年に、電子署名による契約および電子記録の有効性・法的効力を保証する法律が制定され、州間および海外との貿易における電子記録・電子署名の利用を認められた。
2019年、ニュージーランドのアナリストは、オフィスにとってより適切な目標は「ペーパーレス」ではなく「ペーパーライト」（紙の使用量を軽減すること）になるかもしれないと提案した。
2022年、FoxitのCEOは、同社の「ペーパーレスオフィス」のビジョンを経済的にも持続可能性の点でも有利であるとマーケティングした。
ある推計によると、世界のオフィス用紙の使用量は1980年から2000年の間に2倍以上になった。これは文書作成の容易さの向上と通信の広範な使用によるものとされ、ユーザーが大量の印刷文書を受け取る結果となった。
2014年、米国のアナリストは「実際には紙の使用を加速させており、平均的な企業が生産する紙の量の年間成長率は25%である。毎日、推定10億枚の複写機によるコピーが作成されている」と主張した。
2024年、アメリカ合衆国環境保護庁は「平均的なアメリカ人は毎年700ポンド以上の紙を使用しており、これは世界で最も高い一人当たりの紙使用量である。過去20年間で、米国における紙製品の使用量は2億800万トン（9,200万トンから）に達し、126%の成長となっている」と推定した。
一部の人々は、紙は画面とは異なる用途を提供するため、例えばより確実にアクセス可能であるという理由から、常に一定の地位を占めるだろうと主張している。
大手IT企業のクラウドサービスやデバイス、ソーシャルメディアが普及し、文書管理のためのDropboxなどのクラウドストレージサービスやSlackなどのコミュニケーションツールなどによりペーパーレスが浸透。また、日本では2018年に実証実験が始まった電子レシートだが、米国では2014年にウォルマートが国内全店舗に展開している。米国における紙の使用量は、2010年では一人当たり約240kgだったのに対し、2016年では約209kgと、6年間で約30kg減少した。

### エストニア
エストニアでは、2002年にeIDカードが発行され、15歳以上の国民は電子IDが義務化されている。エストニアの行政サービスのほぼ全ては電子認証と電子署名で完結する（紙での手続きが必要なのは、結婚・離婚・不動産売却のみとのこと）。これらはX-Roadというシステムを介して行われる。X-Roadには医療や社会保障、金融などの公的情報も蓄積され、自身で管理することもできる。政府文書も99%電子化されているほか、世界で初めて国政選挙にインターネット投票を導入したのもエストニアである。
民間では、公共交通や銀行、医療、保健、旅券などあらゆるサービスが電子化されており、前述の電子IDによる認証・署名は、これらのサービスだけでなく、企業間の取引でも効力を持つ。

## 紙の環境への影響
米国では、2005年から2020年の期間に、「紙および木材製品」の生産1トンあたりのスコープ1および2の温室効果ガス排出量が24.1%減少した。紙・木材製品産業の炭素強度について、2030年までにさらなる大幅な改善が想定されている。
2024年、米国EPAは「紙の使用には環境と公衆衛生への影響がある。パルプ・製紙産業は世界のエネルギー使用量の4%を占め、エネルギー消費量が5番目に大きい産業である。紙が都市部の固形廃棄物に占める重量の割合は35%である」と主張した。
2003年、国際環境開発研究所は「[紙の]消費に関しては正反対の2つの見解がある。一般的に企業は、紙の使用は環境的に効率的にすることが可能であり、その消費に制限を設けるべきではないと主張している。一方、環境団体や社会団体は、そのようなエコ効率は有用かもしれないが、世界の天然資源の限定的な利用に関する道徳的要求に答えるには十分ではないと主張している」と指摘した。

## 電子機器の環境への影響
ペーパーレスな作業環境には、情報の生成、伝送、保存を可能にする電子部品のITインフラストラクチャが必要である。これらの部品を生産する産業は、世界で最も持続可能性が低く、環境に最も有害なセクターの一つである。電子ハードウェアの製造プロセスには、貴金属の採掘と工業規模でのプラスチックの生産が含まれる。デジタルデータの伝送と保存はデータセンターによって促進されるが、これはホスト国の電力供給のかなりの量を消費する。

## 自動化と電子フォーム自動化による紙の排除
紙の必要性は、オンラインシステムを使用することで排除される。例えば、情報カードやロロデックスをデータベースに置き換え、タイプ打ちの手紙やファクシミリを電子メールに、参考図書をインターネットに置き換えるなどである。米国の2000年の電子署名法は、電子署名に基づいて文書を拒否することはできないと規定し、すべての企業に文書上のデジタル署名を受け入れることを要求した。多くの文書管理システムには、光学式文字認識を介して文書を読み取り、その情報を文書管理システムのフレームワーク内で使用する機能が含まれている。この技術はペーパーレスオフィスを実現するために不可欠であるが、最初に紙を生成するプロセスには対応していない。

## 文書の保護と追跡
なりすましやデータ漏洩に対する認識が高まるにつれ、個人情報を管理または保存する企業にそれらの文書の適切な管理を義務付ける新しい法律や規制が制定された。ペーパーレスオフィスシステムは、各文書への個別のアクセスを追跡できるため、従来のファイリングキャビネットよりも安全にしやすいと主張する人もいる。

## アーカイブ保存
デジタル化された記録のアーカイブ保存に関する問題については、デジタル保存を参照。